# RMVB
RealMedia Variable Bitrate，縮寫RMVB，是由RealNetworks开发的RealMedia多媒体封装格式的一种动态比特率扩展。采用此格式文件的后缀名为“.rmvb”。

## 與rm的差異
相較於一般使用了固定位元率的RealMedia視訊文件格式「.rm」，RMVB副檔名多出的「VB」指的是可變動的位元率（Variable Bitrate）。也由於變動位元率的緣故，RMVB可以在畫面變動不大或是簡單的影片片段，降低位元率；反之，在畫面變動大或是動態的影片片段，提高位元率，藉以在檔案大小以及畫質之間取得一個平衡。一般而言，在較低的平均位元率下，RMVB格式的影像畫質會較原先固定位元率的RealMedia檔案來得要好。
RealMedia用了許多與MPEG-4 Part 10編解碼器（像是H.264）相似的壓縮技術。

## 使用
RMVB在傳遞亞洲地區的影片，尤其是動畫和中文的影集，非常的流行。因此，在檔案分享平台上，例如BitTorrent、eDonkey和Gnutella上，RMVB非常流行。
主要的媒體播放程式對於RMVB的支援有限，一般是在Windows平台上。包括商業軟體RealPlayer 10，和在使用了適當的DirectShow過濾器、或是Real Alternative的開放原始碼軟體Media Player Classic。MPlayer和totem等程序，可以在Linux或UNIX為基礎的x86電腦上，藉由使用WIN32的動態連接庫（DLL），或是原生的封閉原始碼函式庫播放。

## 檔案識別
- 在*.rmvb檔的最前面4個bytes是".RMF"（標準的RealMedia格式），或是16進制的2E 52 4D 46，這可以讓電腦系統更容易的識別檔案。

## 外部連結
- RealNetworks（页面存档备份，存于）
- RealMedia（页面存档备份，存于） File Format
- CREATION為香港首台支援播放RMVB的IDTV  CREATION為香港首台支援播放RMVB的IDTV